# 몬트리올 의정서

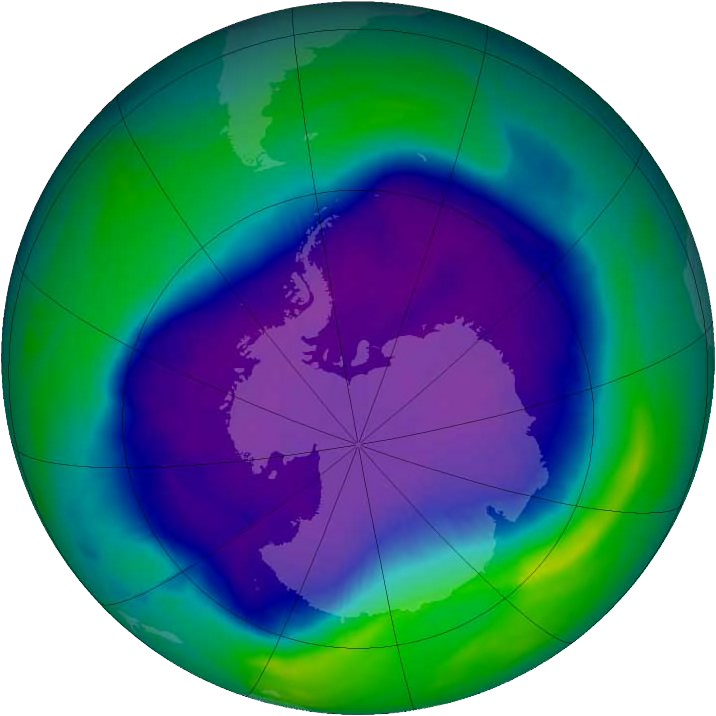
현재까지 가장 컸던 것으로 기록된 오존층의 구멍(2006년 9월)

몬트리올 의정서(Montreal Protocol)는 오존층 파괴 물질인 염화불화탄소(CFCl)의 생산과 사용을 규제하려는 목적에서 제정한 협약이다. 정식명칭은 '오존층 파괴 물질에 관한 몬트리올 의정서'(Montreal Protocol on Substances that Deplete the Ozone Layer)로 오존층의 파괴 예방과 보호를 위해 제정한 국제협약을 말한다. 이 협약은 1989년 1월에 발효되었다.

## 배경
오존층 파괴물질에 관한 몬트리올 의정서와 오존층 보호를 위한 비엔나 협약과 시행을 위하여 특정물질의 제조 및 사용 등을 규제하고 대체물질의 개발 및 이용을 촉진과 특정물질의 배출억제 및 사용합리화 등을 효율적으로 추진하는 것을 목적으로 오존층 보호를 위한 특정물질의 제조규제 등에 관한 법률을 제정, 공포하였다. 여기서 특정물질이라 함은 오존층 파괴물질에 관한 몬트리올 의정서의 규정서에 의한 오존층 파괴물질중 대통령령이 정하는 것을 말하며, 대체물질이라 함은 특정물질을 대체하는 물질 및 혼합물을 말한다. 외교통상부장관과 환경부장관은 의정서의 시행을 위하여 우리나라가 준수하여야 하는 특정물질의 생산량 및 소비량의 산정치의 기준한도를 정하여 공고하여야 하며, 이를 변경하는 때도 또한 같다. 외교통상부장관은 매년 전년도의 특정물질의 생산량·소비량·수출량 및 수입량의 산정치의 실질을 보고하여야 한다.

## 같이 보기
- 탄소 발자국
- 국제 오존층 보호의 날
- 파리 협정 (2015년)